# The Silent Twins
Pour plus de détails, voir Fiche technique et Distribution.
The Silent Twins (litt. « Les jumelles silencieuses ») est un film américano-britanniquo-polonais réalisé par Agnieszka Smoczyńska,  sorti en 2022.
Il s'agit de l'adaptation du livre The Silent Twins de Marjorie Wallace sur les jumelles homozygotes June et Jennifer Gibbons nommées « les jumelles silencieuses » à cause de leur décision de ne communiquer qu'avec les membres de leur famille.
Il est sélectionné dans la catégorie « Un certain regard » du Festival de Cannes 2022,.

## Synopsis
Les sœurs jumelles June et Jennifer Gibbons grandissent dans une petite ville tranquille au pays de Galles, dans les années 1970 et 1980.

## Fiche technique
Sauf indication contraire, les informations mentionnées dans cette section peuvent être confirmées par la base de données cinématographiques IMDb,  présente dans la section « Liens externes ».
- Titre original : The Silent Twins[1]
- Titre polonais : Silent Twins
- Réalisation : Agnieszka Smoczyńska
- Scénario : Andrea Seigel, d'après le livre The Silent Twins de Marjorie Wallace
- Musique : Marcin Macuk et Zuzanna Wronska
- Direction artistique : Kaya Kolodziejczyk
- Décors : Jagna Dobesz
- Costumes : Katarzyna Lewinska et Cobbie Yates
- Photographie : Jakub Kijowski
- Montage : Agnieszka Glinska
- Production : Anita Gou, Joshua Horsfield, Ben Pugh, Klaudia Smieja, Alicia Van Couvering et Letitia Wright
- Production déléguée : Katie Anderson, Sebastian Barker, Jake Carter, Trevor Groth, Tamara Lawrance, Charlie Morrison, Michael Reuter, Beata Rzezniczek, Andrea Seigel et Marjorie Wallace
- Coproduction : Adam Gudell
- Sociétés de production : Kindred Spirit, Madants, 30West et 42
- Sociétés de distribution : Focus Features (États-Unis et Royaume-Uni) ; Gutek Film (Pologne)
- Pays de production :  Pologne /  États-Unis /  Royaume-Uni
- Langue originale : anglais
- Format : couleur - 1,66:1
- Genre : drame biographique
- Durée : 113 minutes
- Dates de sortie[4] :
  - France : 24 mai 2022 (avant-première au Festival de Cannes)
  - Pologne : 30 juillet 2022 (Festival international du film Nouveaux Horizons) ; 21 octobre 2022 (sortie nationale)
  - États-Unis : 16 septembre 2022
  - Royaume-Uni : 9 décembre 2022

## Distribution
- Letitia Wright : June Gibbons
  - Leah Mondesir-Simmonds : June Gibbons, jeune
- Tamara Lawrance (en) : Jennifer Gibbons
  - Eva-Arianna Baxter : Jennifer Gibbons, jeune
- Nadine Marshall : Gloria Gibbons
- Treva Etienne : Aubrey Gibbons
- Michael Smiley : Tim Thomas
- Jodhi May : Marjorie Wallace
- Jack Bandeira : Wayne Kennedy
- Kinga Preis
- Amarah-Jae St. Aubyn : Greta Gibbons
- Tony Richardson : Dr John Rees
- Declan Joyce : George Kennedy
- Jordan J Gallagher : Ron
- Rita Raider : Diane Kennedy

## Production

### Développement
En fin septembre 2019, on apprend que la réalisatrice Agnieszka Smoczyńska prépare son projet sur une l'histoire vraie des sœurs jumelles, à la fois toxiques et dangereuses.
En mars 2020, on annonce que le film est coproduit par les sociétés polonaises et britanniques, cofinancées par le Polish Film Institute, et que le scénario est signé Andrea Seigel d'après le livre éponyme de Marjorie Wallace, ainsi que Jakub Kijowski est choisi comme directeur de la photographie.
Le 8 avril 2021, on annonce que Focus Features a acquis les droits pour la distribution américaine alors que la société mère Universal Pictures achète les droits de distribution internationale.

### Distribution des rôles
En mars 2020, on apprend que les actrices Letitia Wright et Tamara Lawrance ont été choisies pour les rôles principaux.

### Tournage
Le tournage devait commencer en avril 2020, et se voit annulé en raison de la pandémie de Covid-19 en Pologne. Il débute le 18 janvier 2021 à Varsovie et à Sosnowiec, dans la voïvodie de Silésie, ainsi que le 8 février à Odra (Silésie) pendant trois jours, et à Szczawno-Zdrój dans la voïvodie de Basse-Silésie. Il s'achève en Pologne,.

### Musique
La musique du film est composée par Marcin Macuk et Zuzanna Wronska, sauf Bliss et Silent Twins II qui sont accompagnés de Grzegorz Jabłoński, ainsi que ce premier morceau est interprété par Lucy St. Louis et les derniers We Two Made One et Dear Death sont interprétés par Tamara Lawrance :
Liste de pistes
1. Together Forever I (2:51)
2. Teacher’s Speaking (1:04)
3. Together Forever II (2:34)
4. Silent Twins I (3:31)
5. Howl I (1:03)
6. Separation (3:35)
7. Pallenberg I (3:02)
8. Poem (1:08)
9. Pepsi Cola Addict (2:04)
10. Garage (1:41)
11. Bliss (3:05)
12. Silent Twins II (3:30)
13. Fire (3:04)
14. Verdict (2:13)
15. Howl II (1:08)
16. Pallenberg II (0:42)
17. Dear Death (2:28)
18. Bobby’s Heart (3:55)
19. We Two Made One (4:28)
20. Dear Death (Alternative Version) (2:15)

## Accueil
Le 14 avril 2022, on révèle que The Silent Twins fait partie de la sélection officielle dans la catégorie « Un certain regard » du Festival de Cannes, ayant lieu en mai de la même année,.

## Distinctions
Sauf indication contraire, les informations mentionnées dans cette section peuvent être confirmées par la base de données cinématographiques IMDb,  présente dans la section « Liens externes ».

### Récompenses
- British Independent Film Awards 2022 : meilleur couple dans le film pour Tamara Lawrance et Letitia Wright
- Festival du film polonais de Gdynia 2022 :
  - Lions d'or du meilleur film pour Agnieszka Smoczynska, ainsi que Klaudia Smieja et Ewa Puszczynska (productrices)
  - Meilleurs décors pour Jagna Dobesz
  - Meilleure musique pour Zuzanna Wronska et Marcin Macuk

### Nominations et sélections
- British Independent Film Awards 2022 : meilleure distribution des rôles pour Kharmel Cochrane
- Festival de Cannes 2022 : section « Un certain regard »
- Festival du cinéma américain de Deauville 2022 : en compétition